# Tornaco
Tornaco é uma comuna italiana da região do Piemonte, província de Novara, com cerca de 878 habitantes. Estende-se por uma área de 13 km², tendo uma densidade populacional de 68 hab/km². Faz fronteira com Borgolavezzaro, Cassolnovo (PV), Cilavegna (PV), Gravellona Lomellina (PV), Terdobbiate, Vespolate.

## Demografia
| Variação demográfica do município entre 1861 e 2011                               |
|                                                                                   |
| Fonte: Istituto Nazionale di Statistica (ISTAT) - Elaboração gráfica da Wikipedia |